# Radka Toneff
Ellen Radka Toneff (Oslo, 25 giugno 1952 – Oslo, 21 ottobre 1982) è stata una cantautrice e compositrice norvegese.
Ha studiato presso il Conservatorio di Oslo tra il 1971 e il 1975, periodo nel quale ha anche cantato negli Unis, una band a metà tra rock e jazz. Successivamente ha pubblicato due album con il Radka Toneff Quintet, il primo dei quali ha vinto uno Spellemannprisen nella categoria "Miglior Cantante", e poi un altro in collaborazione con Steve Dobrogosz.
È considerata tra le più importanti cantanti jazz della Norvegia e in sua memoria è stato creato il Radka Toneff Memorial Award.
Si è suicidata a trent'anni, il 21 ottobre 1982.

## Discografia

### Album in studio

#### Con il Radka Toneff Quintet
- 1977 - Winter Poem
- 1979 - It Don't Come Easy

#### Con Steve Dobrogosz
- 1982 - Fairytales

### Album dal vivo
- 1992 (registrato nel 1981) - Live in Hamburg – con Steve Dobrogosz, Arild Andersen e Alex Riel